# Barryville (New York)
Pour l’article homonyme, voir Barryville-New Jersey.
Barryville est une census-designated place du comté de Sullivan, dans l'État de New York, aux États-Unis. En 2020, elle compte une population de 904 habitants.